# Yūki Imamura
Yūki Imamura (jap. 今村 優貴, Imamura Yūki; * 11. Juli 1976 in der Präfektur Yamanashi) ist ein ehemaliger japanischer Fußballspieler.

## Karriere
Imamura erlernte das Fußballspielen in der Schulmannschaft der Nirasaki High School und der Universitätsmannschaft der Universität Tsukuba. Seinen ersten Vertrag unterschrieb er 1999 bei den Ventforet Kofu. Der Verein spielte in der zweithöchsten Liga des Landes, der J2 League. Ende 1999 beendete er seine Karriere als Fußballspieler.